# Chulud al-Auni
Chulud al-Auni (arab. خلود العوني ; fr. Khouloud El-Ouni) – tunezyjska zapaśniczka walcząca w stylu wolnym. Wicemistrzyni Afryki w 2019 i trzecia w 2020. Złota medalistka mistrzostw śródziemnomorskich w 2018. Mistrzyni Afryki juniorów w 2018 roku.